# Moreno (Rapper)

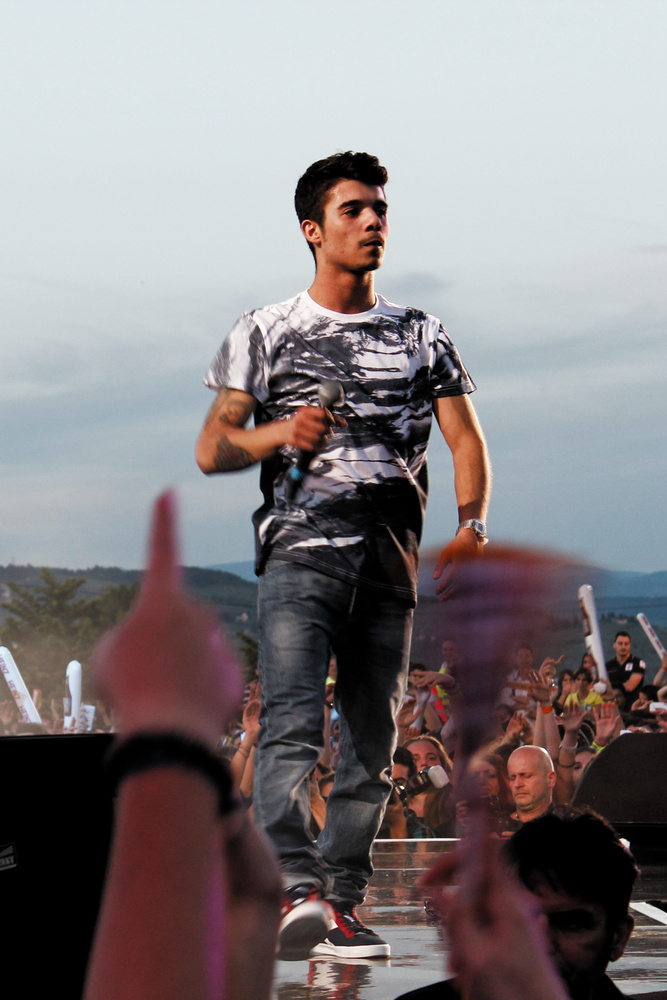
Moreno, 2013

Moreno (* 27. November 1989 in Genua als Moreno Donadoni) ist ein italienischer Rapper, der durch seinen Sieg bei der Castingshow Amici di Maria De Filippi bekannt wurde.

## Werdegang
Schon seit Schulzeiten betätigte sich Moreno als Freestyler und nahm als Teil der Crew Ultimi AED an Wettbewerben teil. 2010 gewann er den Freestyle-Wettbewerb Tecniche perfette und erhielt im Anschluss die Möglichkeit, mehrere Konzerte italienischer Rapper zu eröffnen. 2012 erschien das Album No grazie pt. 2 von Ultimi AED als Gratisdownload, auf dem auch Moreno zu hören ist.
Als erster Rapper nahm Moreno 2013 an der Castingshow Amici di Maria De Filippi teil. Mit dem Lied Che confusione gelang ihm schließlich der Sieg. Daraufhin veröffentlichte er sein erstes Album Stecca, das die Spitze der italienischen Albumcharts erreichte. Nach Zusammenarbeiten mit Paola & Chiara und Max Pezzali legte er schon 2014 das zweite Album Incredibile nach. Darauf arbeitete er u. a. mit J-Ax, Alex Britti, Fiorella Mannoia, Annalisa zusammen. Als Coach kehrte er außerdem zu Amici zurück. Mit dem Lied Supereroi in San Fransokyo steuerte er einen Beitrag zum Soundtrack des Animationsfilms Baymax – Riesiges Robowabohu bei.
Beim Sanremo-Festival 2015 ging Moreno mit dem Lied Oggi ti parlo così ins Rennen, verfehlte jedoch das Finale. Im Anschluss erschien eine neue Version seines zweiten Albums. Im Sommer 2016 meldete sich der Rapper mit der Single Un giorno di festa zurück; sein drittes Album Slogan erschien im Herbst des Jahres.

## Diskografie
Alben

| Jahr | Titel       | Höchstplatzierung, Gesamtwochen, AuszeichnungChartsChartplatzierungen (Jahr, Titel, Platzierungen, Wochen, Auszeichnungen, Anmerkungen) | Anmerkungen     |
| Jahr | Titel       | IT | Anmerkungen     |
| ---- | ----------- | --- | --------------- |
| 2013 | Stecca      | IT1 (40 Wo.)IT | Universal Music |
| 2014 | Incredibile | IT2 (28 Wo.)IT | Universal Music |
| 2016 | Slogan      | IT8 (2 Wo.)IT | Universal Music |

Lieder

| Jahr | Titel Album                                      | Höchstplatzierung, Gesamtwochen, AuszeichnungChartsChartplatzierungen (Jahr, Titel, Album, Platzierungen, Wochen, Auszeichnungen, Anmerkungen) | Anmerkungen            |
| Jahr | Titel Album                                      | IT | Anmerkungen            |
| ---- | ------------------------------------------------ | --- | ---------------------- |
| 2013 | Non mi cambieranno mai Stecca                    | IT31 (4 Wo.)IT |                        |
| 2013 | Che confusione Stecca                            | IT6 (19 Wo.)IT |                        |
| 2013 | Sapore d’estate Stecca                           | IT17 (16 Wo.)IT |                        |
| 2013 | Piccole cose Stecca                              | IT84 (2 Wo.)IT |                        |
| 2013 | La novità Stecca                                 | IT51 (3 Wo.)IT |                        |
| 2014 | Sempre sarai Incredibile                         | IT25 (13 Wo.)IT | feat. Fiorella Mannoia |
| 2014 | Ferire per amare Incredibile                     | IT77 (1 Wo.)IT | feat. Annalisa         |
| 2015 | Oggi ti parlo così Incredibile (Sanremo edition) | IT69 (2 Wo.)IT |                        |

- Prova microfono (2014)
- L’interruttore generale (Canzone d’autore) (2014; mit Antonio Maggio)
- Supereroi in San Fransokyo (2014)
- Un giorno di festa (2016)

## Belege
1. ↑  Alben von Moreno. In: Italiancharts.com. Hung Medien, abgerufen am 13. April 2019.
2. ↑  Archivio classifiche Top Digital. FIMI, abgerufen am 6. Juli 2016 (italienisch).

| Personendaten    | Personendaten                      |
| ---------------- | ---------------------------------- |
| NAME             | Moreno                             |
| ALTERNATIVNAMEN  | Donadoni, Moreno (wirklicher Name) |
| KURZBESCHREIBUNG | italienischer Rapper               |
| GEBURTSDATUM     | 27. November 1989                  |
| GEBURTSORT       | Genua                              |